# Bangladeschische Davis-Cup-Mannschaft
Die bangladeschische Davis-Cup-Mannschaft ist die Tennisnationalmannschaft Bangladeschs.

## Geschichte
1986 nahm Bangladesch erstmals am Davis Cup teil. Das beste Resultat erzielte die Mannschaft 1989, als sie ins Halbfinale in der Asien/Ozeanien-Gruppenzone II einziehen konnte. Bester Spieler ist Sree-Amol Roy mit 36 Siegen bei insgesamt 40 Teilnahmen. Er ist damit gleichzeitig Rekordspieler seines Landes.